# 龙兴寿水库
龙兴寿水库是中国河南省平顶山市宝丰县境内的一座水库，位于石河上，建于1960年。水库正常库容为1535万立方米，集雨面积为74平方千米，海拔为280米。